# Аутопут Градишка — Бања Лука
Ауто-пут Градишка — Бања Лука је део европског пута Е661, који пролази кроз Републику Српску и повезује Бањалуку са Градишком и Хрватском. Код Маховљана се спаја са ауто-путем Бања Лука — Добој.
Изградња ауто-пута Бања Лука — Градишка почела је 8. септембра 2004. године. Ову дионицу европског пута Е-661 је финансирала Влада Републике Српске, док се о пословима планирања старало Министарство саобраћаја и веза Републике Српске, односно Путеви Републике Српске. Предвиђени период завршетка радова на изградњи ауто-пута је била 2008. година, али је пут на дионици од Клашница до Маховљана (5,6 km) отворен крајем априла 2011. године, а до Градишке (26,5 km) 30. новембра 2011. године.
Ауто-пут садржи четири петље: Маховљани, Крнете, Берек и Чатрња; и два тунела: Клашнице и Лакташи. На маховљанској петљи, која је отворена за саобраћај 15. јула 2012. године, одваја се ауто-пут за Добој. Петља Крнете се веже за пут за Александровац, док на петљи код Берека одваја се пут за Нову Тополу. На петљи Чатрња је одвајање за магистрални пут Козарска Дубица — Градишка.
Аутопут већ 14 година привремено почиње односно завршава на петљи Чатрња, 7 km од Градишке, док ће остатак пута од наведене петље до ријеке Саве и границе са Републиком Хрватском бити у функцији након што се заврши брзи пут од ријеке Саве до петље код Новог Вароша и гранични прелаз на територији Хрватске, а који су тренутно у изградњи. Међудржавни мост и гранични прелаз са царинским терминалом на страни Босне и Херцеговине су већ изграђени.

## Наплата путарине
Дана 16. марта 2015. у насељу Јакуповци, код Лакташа, отпочела је отворена наплата путарине у износу од две до десет конвертибилних марака, у зависности од категорије возила.
Недуго након изградње аутопута Бања Лука - Добој (аутопута "9. јануар") у јесен 2019. на свим аутопутевима у Републици Српској успостављен је затворени систем наплате путарине.
Плаћање путарине могуће је готовином (у конвертибилним маркама - новчанице и кованице; евро - само новчанице), платним картицама и електронском наплатом (ЕНП) помоћу ТАГ уређаја. Висина цијене путарине зависи од категорије возила, као и дужине пређеног пута.

## Маховљанска петља
Маховљанска петља повезује ауто-путеве Бања Лука — Градишка и Бања Лука — Добој. Дужина саобраћајница на петљи је 7.360 m, а њена површина у пречнику износи 1,5 km. За њену изградњу утрошено је 30.000 m³ бетона, 40.000 тона асфалта, 3.000 тона челика, 600.000 m³ ископа и насипа и 15 km ограда.
Петљу је финансирала Влада Републике Српске, а за њену изградњу утрошено је 15 милиона евра, односно 11,5 милиона евра за саму изградњу и око 3,5 милиона евра за додатне радове на клизишту. Радове су извели чешки конзорцијум ОХЛ ЖС из Брна и Нискоградња из Лакташа.
Изградња петље почела је у марту 2010, трајала је дуже од двије године а отворена је средином 2012. Маховљанска петља свечано је отворена 15. јула 2012. када је министарка за просторно уређење, грађевинарство и екологију Републике Српске Сребренка Голић уручила рјешење о одобрењу за употребу петље директору ЈП Ауто-путеви Републике Српске Душану Топићу. Отворењу су присуствовали и председник Републике Српске Милорад Додик, председник Владе Републике Српске Александар Џомбић, министар саобраћаја и веза Републике Српске Недељко Чубриловић и други министри Српске.